# Otomys typus
Otomys typus is een knaagdier uit het geslacht Otomys dat voorkomt in de bergen van Ethiopië. Deze soort wordt in sommige classificaties tot de moerasrat (O. irroratus) gerekend en in andere als een wijdverspreide soort in Oost-Afrika gezien, maar zelfs in zijn huidige, beperkte vorm bevat deze soort waarschijnlijk nog meerdere soorten. Deze soort heeft een grijsbruine vacht, acht of negen laminae op de derde bovenkies (M3) en twee duidelijke groeven in de ondervoortanden.
Otomys anchietae · Otomys angoniensis · Otomys auratus · Otomys barbouri · Otomys burtoni · Otomys cheesmani · Otomys cuanzensis · Otomys dartmouthi · Bergoorrat (Otomys denti) · Otomys dollmani · Otomys fortior · Otomys helleri · Moerasrat (Otomys irroratus) · Otomys jacksoni · Otomys karoensis · Otomys lacustris · Otomys laminatus · Otomys occidentalis · Otomys orestes · Otomys simiensis · Otomys sloggetti · Otomys sungae · Otomys thomasi · Otomys tropicalis · Otomys typus · Otomys unisulcatus · Otomys uzungwensis · Otomys willani · Otomys yaldeni · Otomys zinki